# Temporada 1991-92 de los Philadelphia 76ers
La temporada 1991-92 fue la cuadragésimo tercera de los Philadelphia 76ers en la NBA, y la vigésimo novena en Filadelfia, Pensilvania, tras haber jugado hasta entonces en Syracuse bajo el nombre de Syracuse Nationals. La temporada regular acabó con 35 victorias y 47 derrotas, ocupando el décimo puesto de la conferencia Este, no logrando clasificarse para los playoffs.

## Elecciones en elDraft
| Ronda | Puesto | Jugador        | Posición | Nacionalidad | Universidad |
| ----- | ------ | -------------- | -------- | ------------ | ----------- |
| 2     | 44     | Álvaro Teherán | Pívot    | Colombia     | Houston     |

## Temporada regular
| División Atlántico | División Atlántico | División Atlántico | División Atlántico | División Atlántico | División Atlántico | División Atlántico | División Atlántico | División Atlántico |
| Equipo             | G                  | P                  | %                  | PD                 | Casa               | Fuera              | Div                |                    |
| ------------------ | ------------------ | ------------------ | ------------------ | ------------------ | ------------------ | ------------------ | ------------------ | ------------------ |
| y-Boston Celtics   | 51                 | 31                 | .622               | —                  | 34–7               | 17–24              | 19–9               |                    |
| x-New York Knicks  | 51                 | 31                 | .622               | —                  | 30–11              | 21–20              | 20–8               |                    |
| x-New Jersey Nets  | 40                 | 42                 | .488               | 11                 | 25–16              | 15–26              | 15–13              |                    |
| x-Miami Heat       | 38                 | 44                 | .463               | 13                 | 28–13              | 10–31              | 14–14              |                    |
| Philadelphia 76ers | 35                 | 47                 | .427               | 16                 | 23–18              | 12–29              | 15–13              |                    |
| Washington Bullets | 25                 | 57                 | .305               | 26                 | 14–27              | 11–30              | 7–21               |                    |
| Orlando Magic      | 21                 | 61                 | .256               | 30                 | 13–28              | 8–33               | 8–20               |                    |

## Estadísticas

### Temporada regular
| Rk | Jugador             | Edad | P  | PT | MP   | TC  | TCI  | %TC  | T3  | T3I | %T3  | TL  | TLI | %TL  | RO  | RD  | RT   | AS  | RB  | TAP | BP  | FP  | PTS  |
| -- | ------------------- | ---- | -- | -- | ---- | --- | ---- | ---- | --- | --- | ---- | --- | --- | ---- | --- | --- | ---- | --- | --- | --- | --- | --- | ---- |
| 1  | Charles Barkley     | 28   | 75 | 75 | 38.4 | 8.3 | 15.0 | .552 | 0.4 | 1.8 | .234 | 6.1 | 8.7 | .695 | 3.6 | 7.5 | 11.1 | 4.1 | 1.8 | 0.6 | 3.1 | 2.6 | 23.1 |
| 2  | Hersey Hawkins      | 25   | 81 | 81 | 37.2 | 6.4 | 13.9 | .462 | 1.1 | 2.8 | .397 | 5.0 | 5.7 | .874 | 0.7 | 2.7 | 3.3  | 3.1 | 1.9 | 0.5 | 2.3 | 2.1 | 19.0 |
| 3  | Johnny Dawkins      | 28   | 82 | 82 | 34.3 | 4.8 | 11.0 | .437 | 0.4 | 1.2 | .356 | 2.0 | 2.3 | .882 | 0.5 | 2.3 | 2.8  | 6.9 | 1.1 | 0.1 | 2.2 | 1.9 | 12.0 |
| 4  | Armen Gilliam       | 27   | 81 | 81 | 34.2 | 6.3 | 12.4 | .511 | 0.0 | 0.0 | .000 | 4.2 | 5.2 | .807 | 2.9 | 5.3 | 8.1  | 1.5 | 0.6 | 1.0 | 2.0 | 2.2 | 16.9 |
| 5  | Ron Anderson        | 33   | 82 | 11 | 29.7 | 5.7 | 12.3 | .465 | 0.5 | 1.5 | .331 | 1.7 | 2.0 | .877 | 1.2 | 2.2 | 3.4  | 1.6 | 1.0 | 0.1 | 1.3 | 1.6 | 13.7 |
| 6  | Charles Shackleford | 25   | 72 | 62 | 19.4 | 2.8 | 5.9  | .486 | 0.0 | 0.0 | .000 | 0.9 | 1.3 | .663 | 2.0 | 3.8 | 5.8  | 0.6 | 0.5 | 0.7 | 0.9 | 2.8 | 6.6  |
| 7  | Manute Bol          | 29   | 71 | 2  | 17.8 | 0.7 | 1.8  | .383 | 0.0 | 0.1 | .000 | 0.2 | 0.4 | .462 | 0.8 | 2.4 | 3.1  | 0.3 | 0.2 | 2.9 | 0.6 | 2.0 | 1.5  |
| 8  | Jeff Ruland         | 33   | 13 | 5  | 16.1 | 1.5 | 2.9  | .526 | 0.0 | 0.0 |      | 0.8 | 1.2 | .688 | 1.2 | 2.4 | 3.6  | 0.4 | 0.5 | 0.3 | 1.5 | 3.5 | 3.9  |
| 9  | Greg Grant          | 25   | 55 | 0  | 15.2 | 1.8 | 3.9  | .456 | 0.1 | 0.3 | .389 | 0.3 | 0.4 | .864 | 0.2 | 0.9 | 1.2  | 3.6 | 0.7 | 0.0 | 0.7 | 1.3 | 4.1  |
| 10 | Jayson Williams     | 23   | 50 | 8  | 12.9 | 1.5 | 4.1  | .364 | 0.0 | 0.0 |      | 1.1 | 1.8 | .636 | 1.2 | 1.7 | 2.9  | 0.2 | 0.4 | 0.4 | 0.9 | 2.2 | 4.1  |
| 11 | Mitchell Wiggins    | 32   | 49 | 0  | 11.6 | 1.8 | 4.7  | .384 | 0.0 | 0.0 | .000 | 0.7 | 1.0 | .686 | 0.9 | 1.0 | 1.9  | 0.4 | 0.4 | 0.0 | 0.5 | 1.4 | 4.3  |
| 12 | Tharon Mayes        | 23   | 21 | 0  | 10.2 | 1.3 | 4.5  | .298 | 0.7 | 1.9 | .359 | 1.0 | 1.4 | .667 | 0.1 | 0.6 | 0.7  | 1.5 | 0.7 | 0.0 | 1.3 | 1.5 | 4.3  |
| 13 | Brian Oliver        | 23   | 34 | 0  | 8.2  | 1.0 | 2.9  | .330 | 0.0 | 0.1 | .000 | 0.4 | 0.6 | .682 | 0.3 | 0.6 | 0.9  | 0.6 | 0.3 | 0.1 | 0.7 | 1.0 | 2.4  |
| 14 | Kenny Payne         | 25   | 49 | 3  | 7.2  | 1.3 | 3.0  | .448 | 0.1 | 0.2 | .417 | 0.2 | 0.3 | .692 | 0.3 | 0.8 | 1.1  | 0.3 | 0.3 | 0.2 | 0.4 | 0.7 | 2.9  |
| 15 | Michael Ansley      | 24   | 8  | 0  | 4.0  | 0.6 | 1.4  | .455 | 0.0 | 0.0 |      | 0.6 | 0.8 | .833 | 0.3 | 0.3 | 0.5  | 0.3 | 0.0 | 0.0 | 0.4 | 0.8 | 1.9  |
| 16 | Dave Hoppen         | 27   | 11 | 0  | 3.6  | 0.2 | 0.6  | .286 | 0.0 | 0.0 |      | 0.5 | 0.9 | .500 | 0.1 | 0.8 | 0.9  | 0.2 | 0.0 | 0.0 | 0.3 | 0.5 | 0.8  |

## Galardones y récords
| Jugador         | Galardón                              |
| Charles Barkley | 2.º Mejor quinteto de la NBA All-Star |